# Outaouakamigouk
Outaouakamigouk (Outaouakamigouek) /možda od Utäwäkämĭguk, =people of the open country or land,/ Algonquian pleme ili banda sa sjeveroistočne obale jezera Huron. Pod ovim imenom spominju se 1648. Jezuitski spisi nazivaju ih i Ouraouakmikoug. Hodge ih ima na popisu pravih Algonquina, a smatra i da bi mogli biti dio Ottawa. 

## Vanjske pveznice
- The Indian Tribes of North America by John R. Swanton